# Rue Breteuil
La rue Breteuil est une voie de circulation traversant les 1er, 6e et 8e arrondissements de la ville de Marseille. 

## Situation et accès
Elle prolonge le cours Jean-Ballard vers le sud jusqu'au boulevard Gaston-Crémieux.
La rue Breteuil est desservie principalement par la ligne   du réseau de bus RTM.

## Origine du nom
La rue doit son nom à Louis Nicolas Le Tonnelier de Breteuil, officier de la maison du Roi sous Louis XIV, qui contresigne les lettres patentes du roi en date du 15 août 1784 autorisant la Marine à vendre les terrains de l'arsenal des galères.

## Historique
Entre 1926 et 1929, cette rue prolonge le quai de la douane comblé, alors nommé quai Breteuil et qui correspond aujourd'hui au cours Jean-Ballard. Ce canal est créé par François Grandjean de Graux dit Jamblique pour relier au Vieux-Port les anciennes darses de l'arsenal des galères, la rue Breteuil s'arrêtant au niveau de la rue Montgrand. En 1840, Victor Nicolas prolonge la voie de circulation jusqu'à la rue du Docteur-Escat.

## Bâtiments remarquables et lieux de mémoire
- no 17 : L'église Saint-Charles construite au XIXe siècle.
- no 39 : Le mouvement de catholicisme social Économie et humanisme, financé par la Famille Bonnasse[2], a inauguré son siège social dans les années 1940[3].
- no 82 : Paul Daher, fondateur de Daher, y est né en 1854.
- no 117 : La Grande synagogue de Marseille inscrite au titre des monuments historiques. L'édifice religieux se situe au niveau de la rue Dragon. La première pierre est posée le 15 juillet 1863, elle est inaugurée le 22 septembre 1864[4].